# Gran Premio di superbike di Laguna Seca 1996
Il Gran Premio di Superbike di Laguna Seca 1996 è stata la sesta prova su dodici del Campionato mondiale Superbike 1996, è stato disputato il 21 luglio sul Circuito di Laguna Seca e ha visto la vittoria di John Kocinski in gara 1, mentre la gara 2 è stata vinta da Anthony Gobert.

## Risultati

### Gara 1

#### Arrivati al traguardo[3]
| Pos. | Nº  | Pilota               | Motocicletta | Tempo     | Griglia | Punti |
| ---- | --- | -------------------- | ------------ | --------- | ------- | ----- |
| 1º   | 11  | John Kocinski        | Ducati       | 41:03.153 | 1º      | 25    |
| 2º   | 2   | Troy Corser          | Ducati       | +0:00.117 | 2º      | 20    |
| 3º   | 9   | Neil Hodgson         | Ducati       | +0:06.360 | 4º      | 16    |
| 4º   | 45  | Colin Edwards        | Yamaha       | +0:11.326 | 5º      | 13    |
| 5º   | 3   | Aaron Slight         | Honda        | +0:15.682 | 6º      | 11    |
| 6º   | 67  | Mike Hale            | Ducati       | +0:17.840 | 9º      | 10    |
| 7º   | 6   | Simon Crafar         | Kawasaki     | +0:25.637 | 8º      | 9     |
| 8º   | 1   | Carl Fogarty         | Honda        | +0:26.053 | 11º     | 8     |
| 9º   | 5   | Wataru Yoshikawa     | Yamaha       | +0:26.624 | 12º     | 7     |
| 10º  | 36  | Kirk McCarthy        | Suzuki       | +0:32.687 | 15º     | 6     |
| 11º  | 16  | Paolo Casoli         | Ducati       | +0:36.142 | 18º     | 5     |
| 12º  | 72  | Larry Pegram         | Ducati       | +1:06.469 | 19º     | 4     |
| 13º  | 8   | Piergiorgio Bontempi | Kawasaki     | +1:06.679 | 20º     | 3     |
| 14º  | 38  | Ioannis Boustas      | Ducati       | +1:18.120 | 22º     | 2     |
| 15º  | 68  | Mike Smith           | Kawasaki     | +1:25.444 | 16º     | 1     |
| 16º  | 124 | Mark Miller          | Suzuki       | +1 giro   | 25º     |       |

#### Ritirati
| Nº  | Pilota              | Motocicletta | Giri     | Griglia |
| --- | ------------------- | ------------ | -------- | ------- |
| 139 | Alessandro Gramigni | Ducati       | +5 giri  | 17º     |
| 4   | Anthony Gobert      | Kawasaki     | +14 giri | 3º      |
| 10  | John Reynolds       | Suzuki       | +16 giri | 13º     |
| 7   | Pierfrancesco Chili | Ducati       | +16 giri | 14º     |
| 110 | Doug Chandler       | Kawasaki     | +17 giri | 7º      |
| 116 | James Randolph      | Ducati       | +18 giri | 23º     |
| 18  | Igor Jerman         | Kawasaki     | +19 giri | 24º     |
| 111 | Miguel Duhamel      | Honda        | +20 giri | 10º     |
| 34  | Michael Barnes      | Ducati       | +24 giri | 21º     |

### Gara 2

#### Arrivati al traguardo[4]
| Pos. | Nº  | Pilota               | Motocicletta | Tempo     | Griglia | Punti |
| ---- | --- | -------------------- | ------------ | --------- | ------- | ----- |
| 1º   | 4   | Anthony Gobert       | Kawasaki     | 40:59.224 | 3º      | 25    |
| 2º   | 2   | Troy Corser          | Ducati       | +0:04.891 | 2º      | 20    |
| 3º   | 3   | Aaron Slight         | Honda        | +0:11.743 | 6º      | 16    |
| 4º   | 1   | Carl Fogarty         | Honda        | +0:13.344 | 11º     | 13    |
| 5º   | 6   | Simon Crafar         | Kawasaki     | +0:14.381 | 8º      | 11    |
| 6º   | 110 | Doug Chandler        | Kawasaki     | +0:18.070 | 7º      | 10    |
| 7º   | 7   | Pierfrancesco Chili  | Ducati       | +0:20.159 | 14º     | 9     |
| 8º   | 5   | Wataru Yoshikawa     | Yamaha       | +0:21.279 | 12º     | 8     |
| 9º   | 9   | Neil Hodgson         | Ducati       | +0:24.296 | 4º      | 7     |
| 10º  | 67  | Mike Hale            | Ducati       | +0:25.231 | 9º      | 6     |
| 11º  | 16  | Paolo Casoli         | Ducati       | +0:41.752 | 18º     | 5     |
| 12º  | 11  | John Kocinski        | Ducati       | +0:42.914 | 1º      | 4     |
| 13º  | 36  | Kirk McCarthy        | Suzuki       | +0:45.077 | 15º     | 3     |
| 14º  | 72  | Larry Pegram         | Ducati       | +0:55.518 | 19º     | 2     |
| 15º  | 68  | Mike Smith           | Kawasaki     | +0:57.428 | 16º     | 1     |
| 16º  | 8   | Piergiorgio Bontempi | Kawasaki     | +0:57.552 | 20º     |       |
| 17º  | 18  | Igor Jerman          | Kawasaki     | +1 giro   | 24º     |       |
| 18º  | 124 | Mark Miller          | Suzuki       | +1 giro   | 25º     |       |

#### Ritirati
| Nº  | Pilota              | Motocicletta | Giri     | Griglia |
| --- | ------------------- | ------------ | -------- | ------- |
| 38  | Ioannis Boustas     | Ducati       | +17 giri | 22º     |
| 111 | Miguel Duhamel      | Honda        | +21 giri | 10º     |
| 139 | Alessandro Gramigni | Ducati       | +25 giri | 17º     |
| 45  | Colin Edwards       | Yamaha       | +27 giri | 5º      |